# Gregory Kuisch
Gregory Léon Kuisch (* 14. März 2000 in Gouda, Niederlande) ist ein niederländischer Fußballspieler. Der überwiegend bei der PSV Eindhoven ausgebildete Rechtsverteidiger steht seit Ende August 2022 beim Hønefoss BK unter Vertrag.

## Karriere
Kuisch wurde in Gouda geboren und begann im nahegelegenen Utrecht bei der USV Hercules mit dem Fußballspielen, ehe er zur Saison 2008/09 zu den F-Junioren (U9) der PSV Eindhoven wechselte. Fortan durchlief er alle Jugendmannschaften bis zu den A-Junioren (U19). Mit der U19 wurde der Rechtsverteidiger in der Saison 2017/18 niederländischer A-Junioren-Meister und kam in der Saison 2018/19 zu einem Einsatz in der UEFA Youth League.
Nachdem der 19-Jährige die Junioren durchlaufen hatte, unterschrieb er zur Saison 2019/20 seinen ersten Profivertrag mit einer Laufzeit bis zum 30. Juni 2021 und rückte in die zweite Mannschaft (Jong PSV) auf, die in der zweitklassigen Eerste Divisie spielte. Nachdem Kuisch an den ersten 4 Spieltagen zu 2 Einwechslungen gekommen war, wechselte er Anfang September 2019 bis zum Saisonende auf Leihbasis zum belgischen Zweitligisten KSV Roeselare. Dort konnte er sich jedoch nicht durchsetzen und kam nur 2-mal als Einwechselspieler zum Einsatz.
Zur Saison 2020/21 kehrte der 20-Jährige zur PSV Eindhoven zurück, kam für die zweite Mannschaft jedoch nur zu 2 Zweitligaeinsätzen. Nach der Saison verließ er den Verein mit seinem Vertragsende.
Nach dreimonatiger Vereinslosigkeit schloss sich Kuisch am 1. Oktober 2021 in der viertklassigen Regionalliga Nord dem VfB Lübeck an, bei dem er einen Vertrag bis zum Ende der Saison 2021/22 unterschrieb. Er debütierte noch am selben Tag, als er beim 1:1-Unentschieden im Stadtderby gegen den 1. FC Phönix Lübeck in der Schlussphase eingewechselt wurde. Dabei zog sich Kuisch kurz vor dem Abpfiff einen Innenbandriss im Knie und einen Stauchungsbruch unterhalb des Knies zu. Sein Comeback gab er Ende Februar 2022. Insgesamt kam Kuisch auf 10 Regionalligaeinsätze (5-mal in der Startelf) und gewann den SHFV-Pokal, womit man sich für den DFB-Pokal qualifizierte. Am Saisonende verließ der Niederländer den Verein mit seinem Vertragsende.
Ende August 2022 schloss sich Kuisch dem norwegischen Drittligisten Hønefoss BK an.

## Erfolge
- SHFV-Pokal-Sieger: 2022
- Niederländischer A-Junioren-Meister: 2018